# 菅良幸
菅 良幸（すが よしゆき、1956年10月20日 - 2024年5月25日）は、日本の男性脚本家。兵庫県明石市出身。立命館大学卒業。主にアニメの脚本、シリーズ構成を中心に担当している。日本脚本家連盟会員。
主に少年誌の漫画を原作とするアニメの脚本を担当した。
豪快な逸話が多く、自己紹介の際は「不良の良に不幸の幸で良幸」を持ちネタとしていた。
2024年5月25日、死去。67歳没。

## 参加作品

### テレビアニメ
1982年
- 一ッ星家のウルトラ婆さん（ - 1983年、脚本）
- サイボットロボッチ（ - 1983年、脚本）

1983年
- パーマン（ - 1985年、脚本）
- キャプテン翼（ - 1986年、脚本）

1984年
- OKAWARI-BOY スターザンS（脚本）
- うる星やつら（脚本）

1985年
- 昭和アホ草紙あかぬけ一番!（ - 1986年、脚本）

1986年
- ドテラマン（ - 1987年、脚本）
- あんみつ姫（ - 1987年、脚本）
- 剛Q超児イッキマン（脚本）
- 魔法のアイドルパステルユーミ（脚本）

1987年
- 聖闘士星矢（ - 1989年、シリーズ構成・脚本）※シリーズ構成は小山高生と共同
- 仮面の忍者赤影（ - 1988年、シリーズ構成・脚本）※シリーズ構成は井上敏樹と共同
- のらくろクン（ - 1988年、脚本）

1988年
- ドラゴンボール（脚本）

1989年
- 悪魔くん（脚本）
- 獣神ライガー（脚本）
- まじかる☆タルるートくん（ - 1992年、シリーズ構成・脚本）
- YAWARA!（ - 1992年、脚本）
- らんま1/2・らんま1/2 熱闘編（ - 1992年、脚本）

1990年
- もーれつア太郎（脚本）

1991年
- おれは直角（脚本）
- 燃えろ!トップストライカー（ - 1992年、脚本）

1992年
- ツヨシもっとしっかりしなさい（ - 1994年、脚本）

1993年
- スーパービックリマン（脚本）
- SLAM DUNK（ - 1996年、シリーズ構成・脚本）※シリーズ構成は岸間信明と共同
- 勇者特急マイトガイン（脚本）
- ドラゴンボールZ（脚本）

1995年
- 黄金勇者ゴルドラン（脚本）
- キャプテン翼J（脚本）

1996年
- B'T X（脚本）
- 勇者指令ダグオン（脚本）
- 地獄先生ぬ〜べ〜（ - 1997年、脚本）
- るろうに剣心 -明治剣客浪漫譚-（ - 1998年、脚本）

1997年
- それいけ!アンパンマン（ - 2014年、脚本）
- 中華一番!（ - 1998年、シリーズ構成・脚本）※シリーズ構成は岸間信明と共同

1999年
- どっきりドクター（脚本）
- HUNTER×HUNTER（ - 2001年、脚本）
- ONE PIECE（1999年 - 、脚本）※参加は2002年から

2000年
- GTO（脚本）
- 勝負師伝説 哲也（ - 2001年、シリーズ構成・脚本）
- とっとこハム太郎（ - 2006年・2012年 - 2013年、脚本）

2001年
- ギャラクシーエンジェル（脚本）

2002年
- ハングリーハート WILD STRIKER（ - 2003年、シリーズ構成・脚本）

2005年
- 格闘美神 武龍（ - 2006年、シリーズ構成・脚本）

2006年
- 史上最強の弟子ケンイチ（ - 2007年、シリーズ構成・脚本）

2007年
- まめうしくん（ - 2008年、シリーズ構成・脚本）

2008年
- 全力ウサギ（シリーズ構成・脚本）

2009年
- クプ〜!!まめゴマ!（脚本）

2012年
- ぴっちぴち♪しずくちゃん（ - 2013年、脚本）

### 劇場アニメ
1985年
- キャプテン翼 ヨーロッパ大決戦（脚本）
- キャプテン翼 危うし! 全日本Jr.（脚本）

1986年
- キャプテン翼 明日に向って走れ!（脚本）
- キャプテン翼 世界大決戦!! Jr.ワールドカップ（脚本）

1987年
- 聖闘士星矢（脚本）

1988年
- 聖闘士星矢 真紅の少年伝説（脚本）

1989年
- 聖闘士星矢 最終聖戦の戦士たち（脚本）
- 悪魔くん（脚本）

1991年
- まじかる☆タルるートくん（脚本）
- まじかる☆タルるートくん 燃えろ!友情の魔法大戦（脚本）

1992年
- ろくでなしBLUES（脚本）

1994年
- スラムダンク（脚本）
- SLAM DUNK 全国制覇だ!桜木花道（脚本）

1997年
- 地獄先生ぬ〜べ〜 恐怖の夏休み!!妖しの海の伝説!（脚本）

2000年
- それいけ!アンパンマン やきそばパンマンとブラックサボテンマン（脚本）

2001年
- それいけ!アンパンマン 怪傑ナガネギマンとやきそばパンマン（脚本）

2003年
- ONE PIECE THE MOVIE デッドエンドの冒険（脚本）
- それいけ!アンパンマン 怪傑ナガネギマンとドレミ姫（脚本）

2004年
- ONE PIECE 呪われた聖剣（脚本）

2006年
- それいけ!アンパンマン コキンちゃんとあおいなみだ（脚本）

2010年
- それいけ!アンパンマン はしれ!わくわくアンパンマングランプリ（脚本）

### OVA
1992年
- ダウンロード 南無阿弥陀仏は愛の詩（脚本）

1997年
- B'T X NEO（ - 1998年、シリーズ構成・脚本）

1998年
- ガラスの仮面 千の仮面を持つ少女（ - 1999年、脚本）
- 地獄先生ぬ〜べ〜 なぞなぞ七不思議・ブキミちゃん（脚本）

1999年
- 地獄先生ぬ〜べ〜 史上最大の激戦!絶鬼来襲!!（脚本）

2009年
- 聖闘士星矢 THE LOST CANVAS 冥王神話（シリーズ構成・脚本）

### テレビドラマ
1998年
- GTO（脚本）

### 実写
1986年
- いたずらロリータ 後ろからバージン

1996年
- 地獄堂霊界通信

## 著書
- SLAM DUNK
- 地獄先生ぬ〜べ〜